# Wereld Diabetesdag

Het internationale symbool voor diabetes

De Wereld Diabetesdag is een wereldwijde actie die sinds 1991 jaarlijks wordt georganiseerd op 14 november en volledig in het teken staat van diabetes mellitus. Vanaf 2007 is de Wereld Diabetesdag een internationale VN-dag.
De activiteiten werden tot 2006 op internationaal niveau georganiseerd door de Internationale Diabetes Federatie (IDF) in samenwerking met de Wereldgezondheidsorganisatie (WHO). Na het aannemen van een resolutie over diabetes door de Algemene Vergadering van de Verenigde Naties op 20 december 2006 (door alle 192 VN-lidstaten) werd Wereld Diabetesdag een internationale VN-dag en worden de lidstaten via de Resolutie aangemoedigd om beleidsplannen te ontwikkelen voor preventie, behandeling en zorg op het gebied van diabetes. 
Jaarlijks wordt een wereldwijd thema uitgekozen, dat door organisaties en/of bedrijven op landelijk of lokaal niveau verder kan worden uitgewerkt. Zo stond in 2005 de diabetische voet centraal; in 2007 was dit het kind met diabetes.
De Wereld Diabetesdag wordt vaak aangegrepen door organisaties als het Diabetes Fonds of door apotheken om de aandacht nog eens extra te richten op diabetes of het risico daarop, zoals met acties om bij zo veel mogelijk mensen hun bloedglucosespiegel te laten controleren.